# 留萌車站
留萌站（日语：／ Rumoi eki */?）是一個位於北海道留萌市船場町二丁目，屬於北海道旅客鐵道（JR北海道）留萌本線的鐵路車站。
北海道北部西海岸的中心都市留萌市的中心車站。留萌本線曾經延伸至增毛站，也是與日本國有鐵道（國鐵）羽幌線與天鹽炭礦鐵道線、留萌鐵道臨港線的分岐站。

## 歷史
- 1910年（明治43年）1月23日：本站作爲鉄道院留萠線的「留萠站」（一般車站）開業。[1]。
- 1921年（大正10年）11月5日：留萠線延伸至增毛站。
- 1927年（昭和2年）10月25日：留萠線的支線（之後的羽幌線）延伸至大椴站。
- 1930年（昭和5年）12月1日：留萠鉄道（日语：留萠鉄道）臨港線延伸至西留萠站。
- 1932年（昭和7年）
  - 12月1日：臨港線延伸至北留萠站。
- 1934年（昭和9年）9月30日：臨港線延伸至仮古丹浜站。
- 1941年（昭和16年）
  - 10月1日：留萠鉄道臨港線國有化。
  - 12月9日：站内配線完成改造、新設羽幌線用4號站臺。
  - 12月18日：天塩鉄道線（之後的天鹽炭礦鐵道（日语：天塩炭砿鉄道）線）開通。新設5號月臺。
- 1949年（昭和24年）6月1日：本站移交給日本國有鉄道。
- 1967年（昭和42年）
  - 7月31日：天塩炭砿鉄道線廢止。
  - 11月15日：二代站廳（現存）開始使用[新聞 1][新聞 2]。
- 1987年（昭和62年）
  - 3月30日：國鉄羽幌線廃止[新聞 3]。
  - 4月1日：國鐵分割民營化，本站由北海道旅客鉄道（JR北海道）和日本货物铁道（JR貨物）継承。
- 1997年（平成9年）4月1日：改名爲「留萌站」[新聞 4]。
- 1999年（平成11年）3月31日：JR貨物站廃止。
- 2010年（平成22年）4月1日：開始使用「夕陽」作爲發車音樂[新聞 5]。
- 2016年（平成28年）
  - 12月5日：隨著本站 - 增毛站綫路的廢止，本站成爲留萌本綫的終點。[報道 1]。
- 2023年（令和5年）4月1日 - 留萌本線石狩沼田至留萌廢線，本站廢站。

### 站名由来
站名來自阿伊努語的「rur-mo-ot-pe」（潮汐和緩的河川）或「rur-pa-moy」（潮水東側的灣）。

## 車站構造
對向式月台2面2線的地面車站。除了早上1班以外，一律使用站舍側的1號月台。月台之間的移動使用跨線橋。

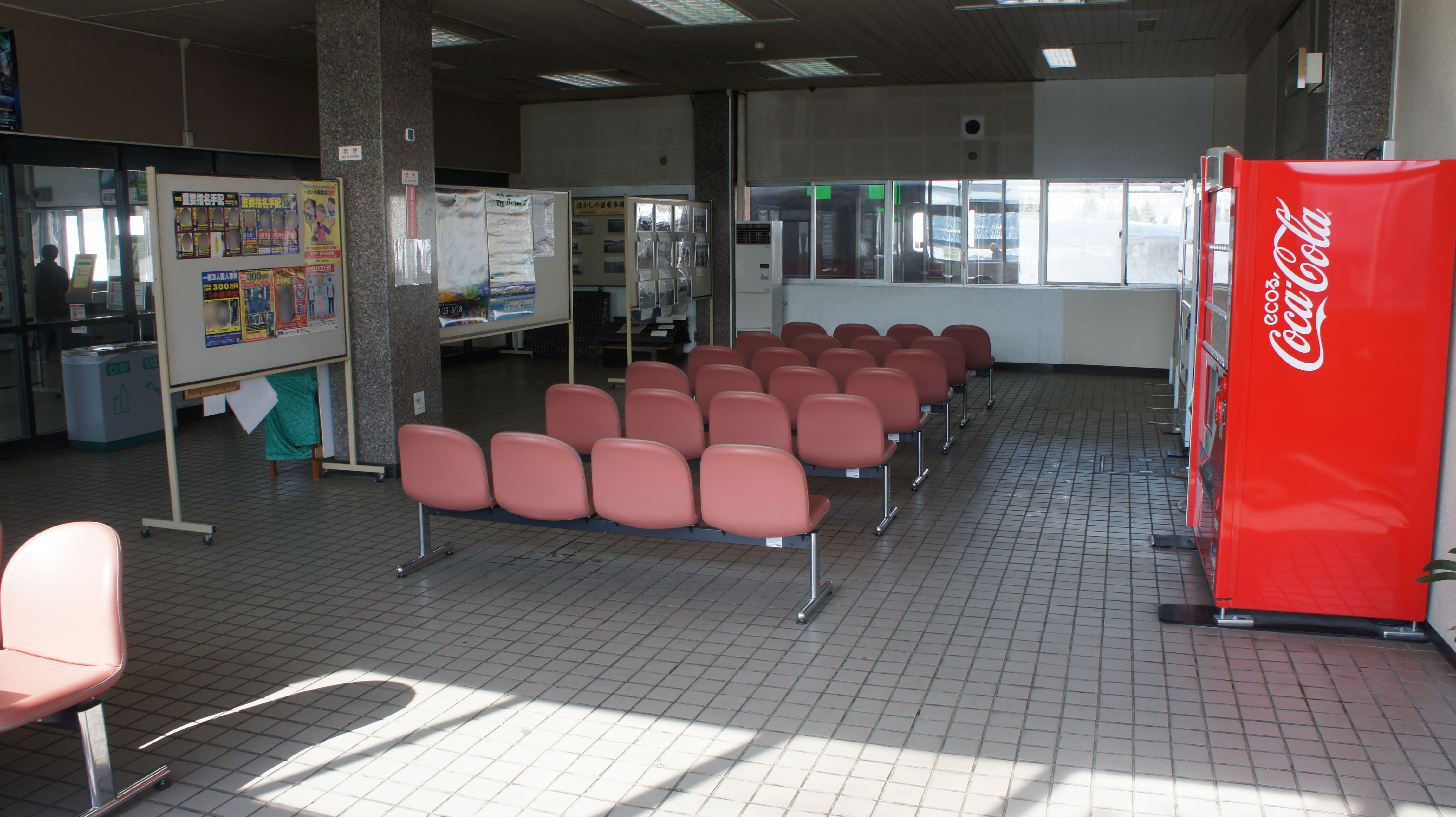
候車室（2018年3月）
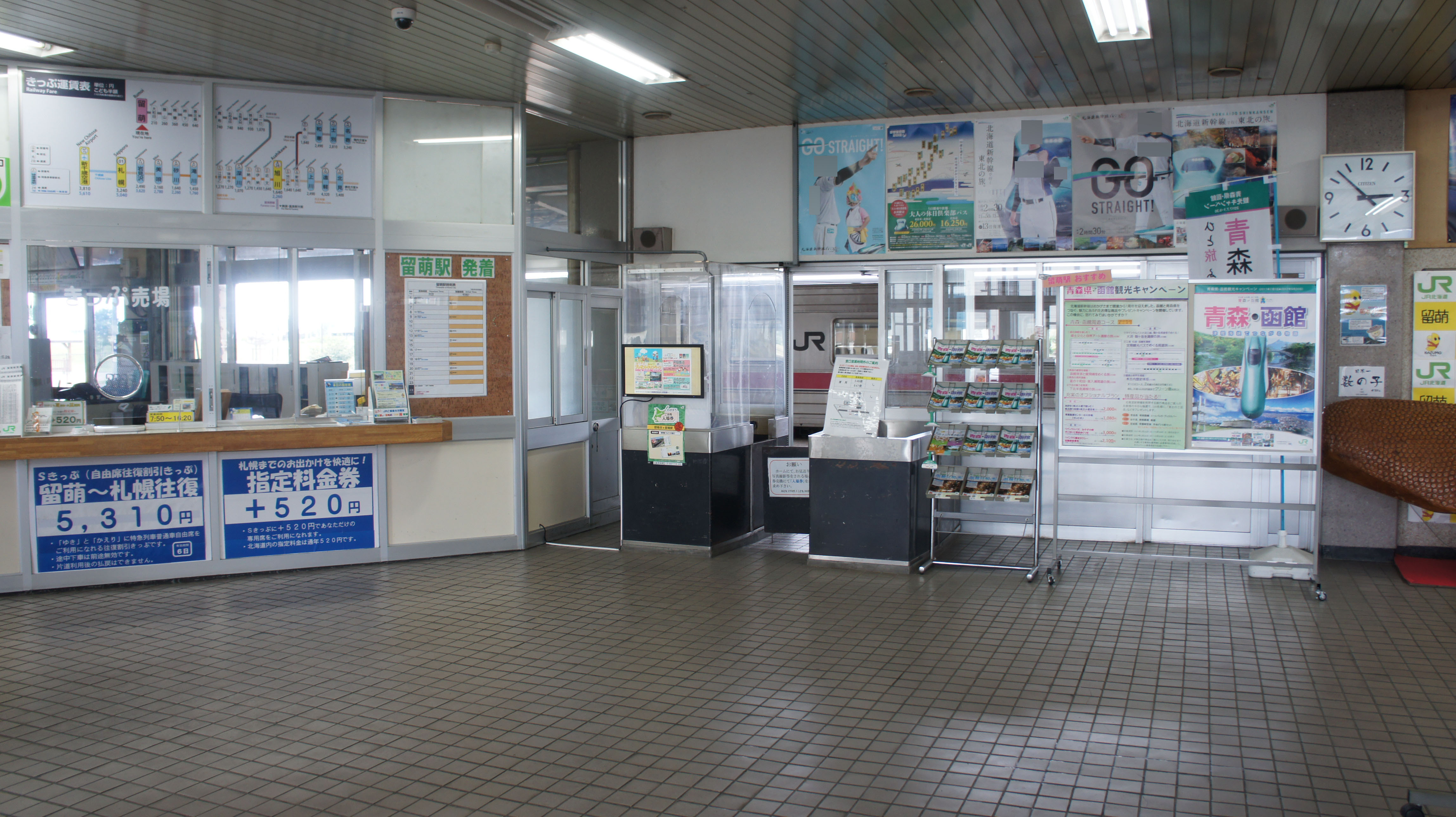
檢票口（2017年8月）
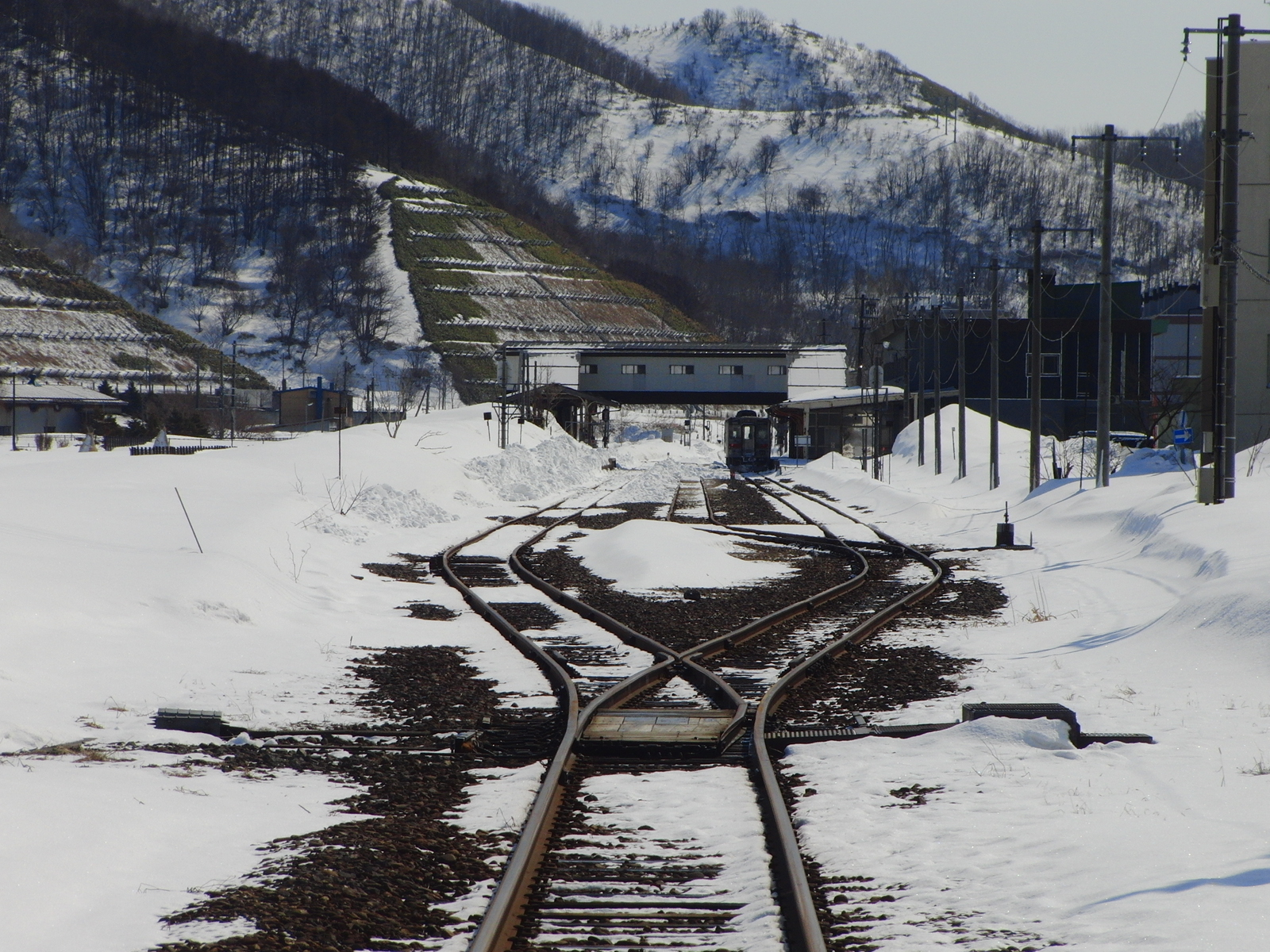
站内（2012年4月）
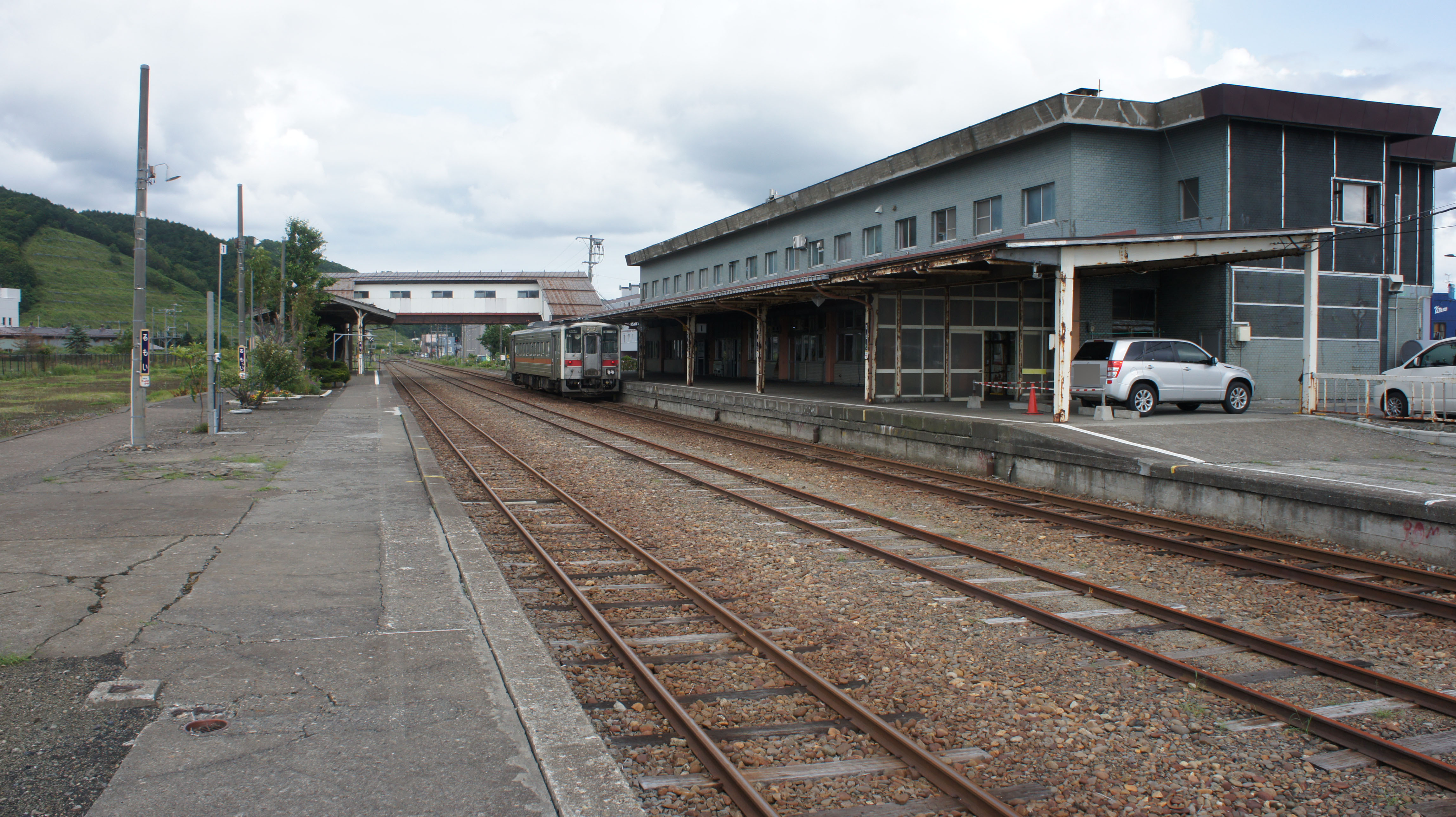
月臺（2017年8月）
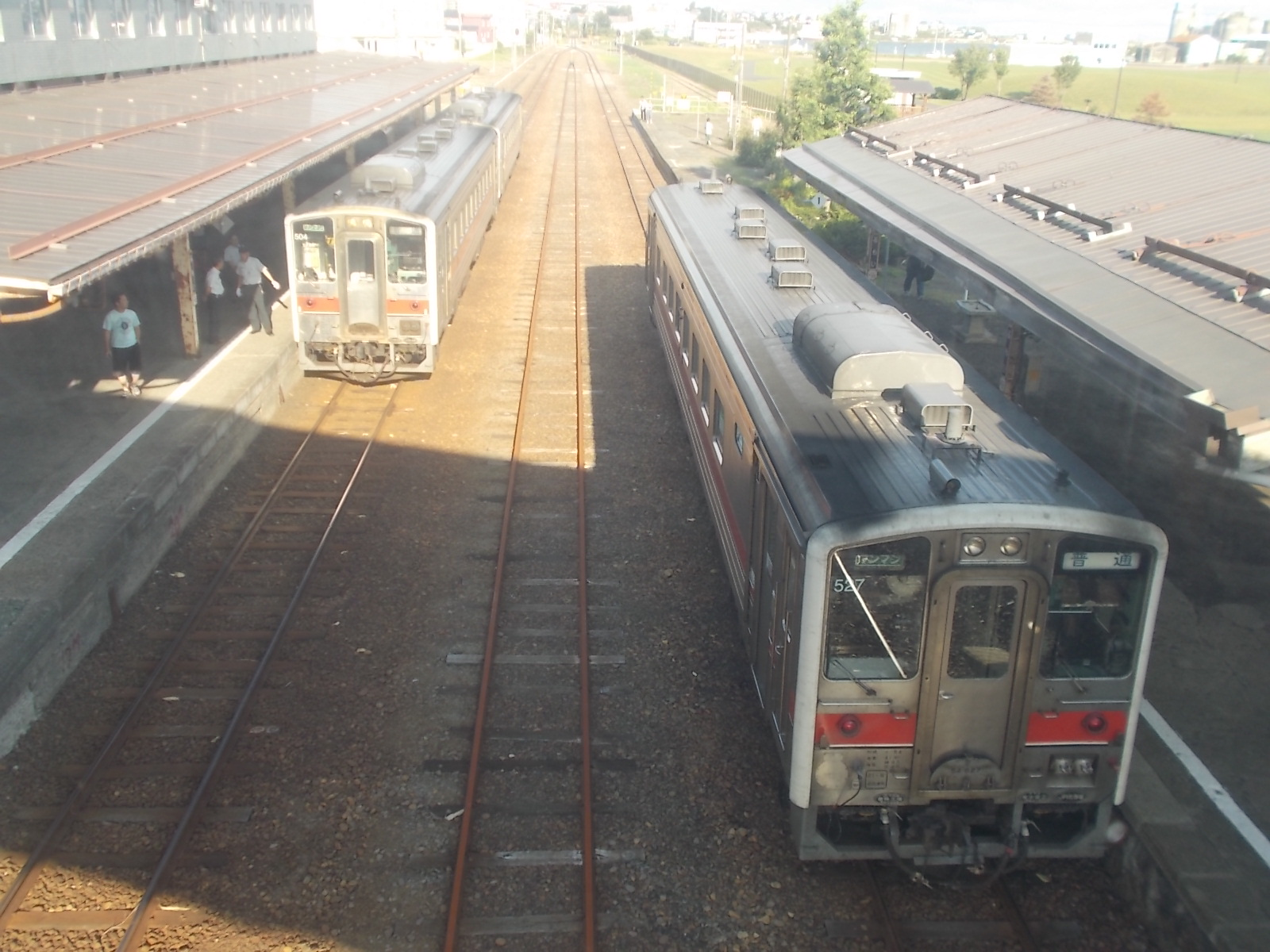
跨線橋
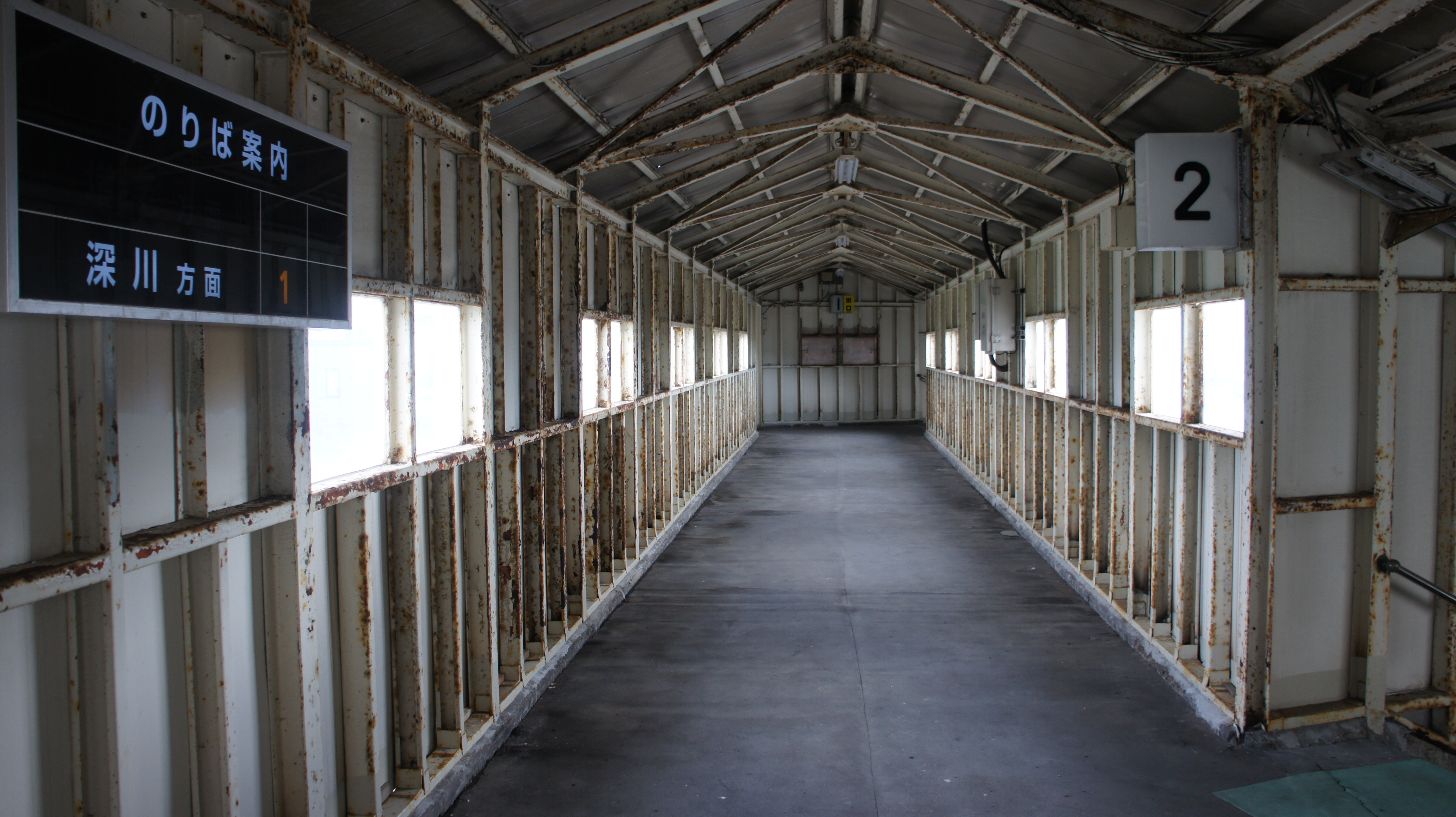
跨線橋（2017年8月）
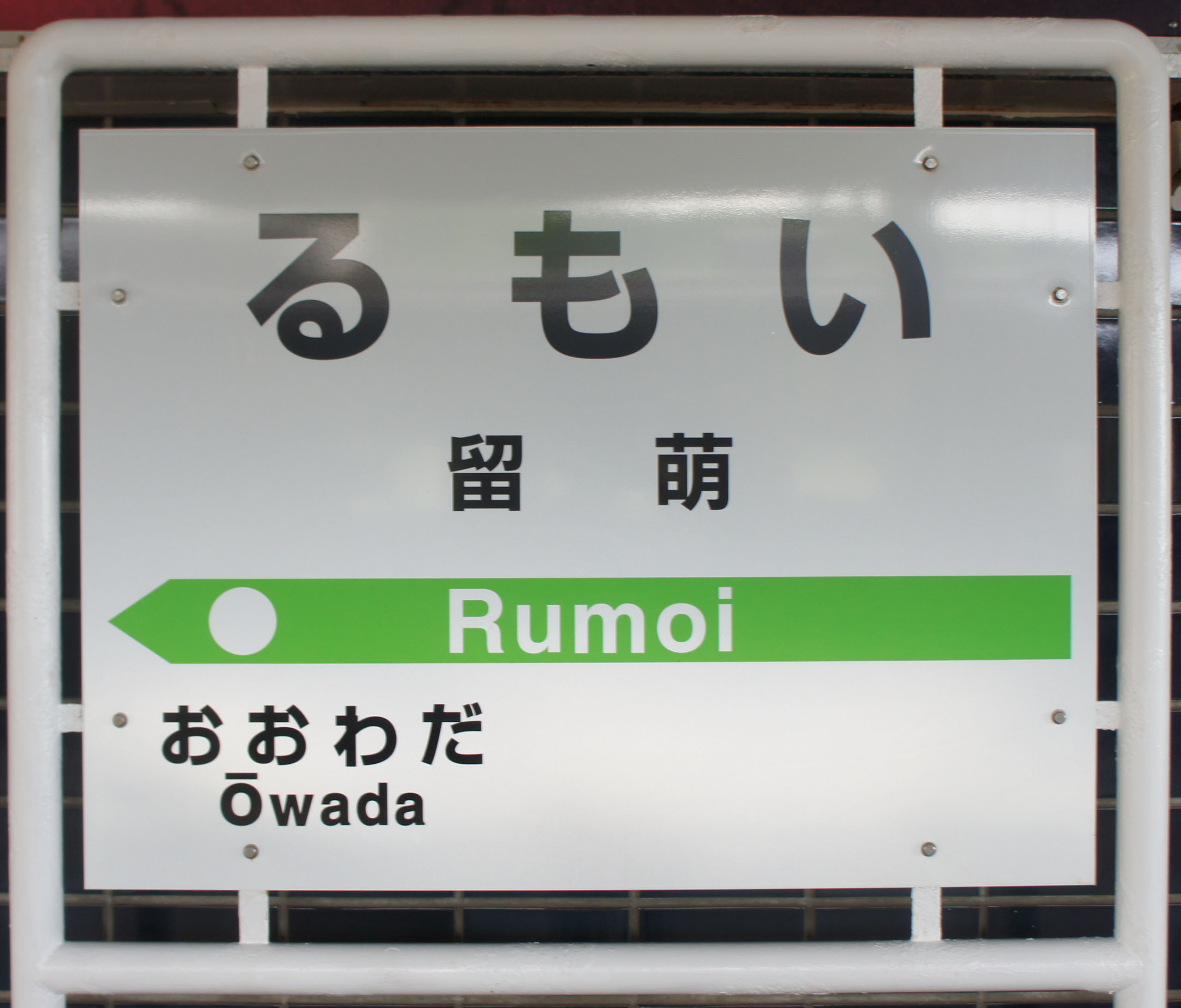
站名標（2017年8月）

## 使用情況
2015年（平成27年）度1日平均上車人次為61人。
各年度的1日平均上車人次如下表。
| 上車人次變化         | 上車人次變化 | 上車人次變化 |
| 年度                 | 年間         | 1日平均      |
| -------------------- | ------------ | ------------ |
| 1997年（平成09年）度 | 64,157       | 176          |
| 1998年（平成10年）度 | 65,836       | 180          |
| 1999年（平成11年）度 | 59,982       | 164          |
| 2000年（平成12年）度 | 57,700       | 158          |
| 2001年（平成13年）度 | 50,300       | 138          |
| 2002年（平成14年）度 | 48,200       | 132          |
| 2003年（平成15年）度 | 39,800       | 109          |
| 2004年（平成16年）度 | 39,000       | 107          |
| 2005年（平成17年）度 | 36,900       | 101          |
| 2006年（平成18年）度 | 34,200       | 94           |
| 2007年（平成19年）度 | 33,100       | 90           |
| 2008年（平成20年）度 | 32,200       | 88           |
| 2009年（平成21年）度 | 31,300       | 86           |
| 2010年（平成22年）度 | 32,400       | 89           |
| 2011年（平成23年）度 | 30,300       | 83           |
| 2012年（平成24年）度 | 25,325       | 70           |
| 2013年（平成25年）度 | 23,690       | 65           |
| 2014年（平成26年）度 | 20,278       | 55           |
| 2015年（平成27年）度 | 22,293       | 61           |

## 相鄰車站
北海道旅客鐵道（JR北海道）
留萌本線
大和田－留萌－瀨越
日本國有鐵道
羽幌線
留萠－三泊

### 新聞報道
1. ↑   (PDF) (新闻稿). 北海道旅客鉄道. 2016-06-28  [2019-01-06]. （原始内容 (PDF)存档于2019-01-06）.

### 報紙文章
1. ↑  . 北海道新聞. 2017-11-09  [2017-11-16].[永久]
2. ↑  . 交通新聞 (交通新聞社). 2017-11-16: 3.
3. ↑  “羽幌線にもお別れ列車 60年の歴史閉じる”. 北海道新聞 (北海道新聞社). (1987年3月30日)
4. ↑  “＜こだま＞「留萠站」から「留萌站」に”. 北海道新聞 (北海道新聞社). (1997年2月21日)
5. ↑  “こだま”. 北海道新聞 (北海道新聞社). (2010年4月2日)

## 外部連結
- 留萌站 - 北海道旅客鐵道旭川支社（日語）
- 留萌站無障礙資訊 （页面存档备份，存于） - 北海道旅客鐵道（日語）